# Супер Сентай
«Суперсентай» (англ. Super Sentai Show, яп. スーパー 戦隊 シリーズ, букв. «Суперзагін») — японський телевізійний серіал в жанрі токусацу з елементами кайдзю, який випускається з 1975-го року японськими компаніями Toei Company і Bandai. Кожен сезон оповідає про групу людей, котрі стають супергероями, які спільними зусиллями борються зі злими силами. «Суперсентай» ліг в основу американського серіалу «Могутні Рейнджери», створеного компанією Saban.
Серіал транслюється на каналі TV Asahi. «Суперсентай» є одним з найвідоміших японських токусацу, поряд з «Ультра-серією» та «Їздцем в масці», які виходять в ефір по неділях в рамках так званого «Super Hero Time» (Час супергероїв) з 7:30 по 8:30 за японським стандартним часом. Серед західних глядачів часто називається просто «Сентай», або «Японські Рейнджери» (на противагу американській адаптації).
Щороку випускається новий сезон «Super Sentai Show», який, по суті, являє собою самостійний серіал, оскільки вони нічим не пов'язані один з одним. Виняток складають традиційні кросовери між героями сезону, що завершується, і наступного. Стандартна довжина сезону становить 50 епізодів, тривалістю близько 25 хвилин кожен. Трансляція переважно починається в січні-березні і триває до січня-березня наступного року.

## Характерні риси
Стандартною зав'язкою сюжету кожного сезону є історія про те, як групі з п'яти людей (рідше з трьох) силою магії або технологій дається можливість перетворюватися в супергероїв, традиційно званих Рейнджерами. За допомогою спеціальних пристроїв або магічних предметів ті можуть перетворитися на них, отримуючи закриті костюми зі спандексу та шоломи. У такому вигляді герої борються з угрупуванням лиходіїв (інопланетяни, демони, різні містичні істоти, залежно від сезону), перешкоджаючи їхнім планам. Стандартний епізод оповідає про те, як команда зриває черговий план лиходіїв і знищує послане ними «чудовисько тижня». Паралельно вирішується якась етична чи моральна проблема. Характерним штампом є те, що потім чудовисько оживає і збільшується до величезних розмірів (сам́е має таку властивість або оживляється своїми керівниками). Герої у відповідь викликають бойові мехи і збирають роботів Робо, якими остаточно перемагають чудовисько.
Герої б'ються, використовуючи різноманітну зброю як бластери, мечі і т. д. і навички бойових мистецтв. Бої з чудовиськами традиційно для токусацу оформлені спецефектами та піротехнікою. Кожен сезон команда оформлена в якомусь одному смисловому стилі, запозичуючи з головної теми сезону риси вигляду своїх роботів, костюмів і т. д. Темами можуть бути динозаври, автомобілі, звірі, бойові мистецтва, ніндзя та інші. У процесі розвитку сюжету до основної команди може приєднатися ще один або кілька додаткових героїв, помінятися угруповання противників.
Герої поділяються за кольорами костюмів, яким відповідають певні риси персонажа. Так, лідером зазвичай є Червоний Рейнджер, сильний, сміливий і запальний, але який часом робить необдумані вчинки, впертий; часто асоціюється з вогнем. Зелений навпаки, порівняно слабкий, але надихає команду, асоціюється з природою, рослинністю. Нерідко Зелений Рейнджер має комічні риси та підтримує оптимізм. Синій — спокійний і цілеспрямований борець за правду, спритний, здебільшого асоціюється з водою. Жовтий же безтурботний, веселий, швидкий, асоціюється зі світлом, блискавкою. Рожевий Рейнджер як правило жіночої статі, має такі риси як любов, дотепність, турбота, асоціюється з квітами. Білий Рейнджер — відважний, розумний, благородний, асоціюється найчастіше зі снігом. Залежно від сезону, символізм кольорів може дещо змінюватися, вводитися Рейнджери додаткових кольорів.
В «Super Sentai» традиційно для японських токусацу, виділяють два типи акторів: власне актори, які грають персонажів, і «костюмованих акторів» (яп. スーツアクター, англ. suit actors). «Костюмовані актори» є каскадерами, які грають ролі персонажів в формі супергероїв.

## Історія

### Серіали Шьотаро Ішіноморі
До 70-х років компанія Toei, яка займалася виробництвом телефільмів, переключалися на виробництво серіалів-мелодрам, а також на виробництво аніме і токусацу через зниження популярності повнометражних фільмів. У 1971-му році за співробітництва Toei і Шьотаро Ішіноморі, відомого автора манги, було створено серіал «Kamen Rider», який мав величезний успіх. В 1974-му році Toei вирішили зняти новий великий токусацу-серіал з великою часткою екшну, для виробництва якого знову запросили Шотаро Ісіноморі. У новому проєкті Ісіноморі спробував реалізувати свої ранні ідеї для Їздця в Масці.
«Таємні сили спеціального призначення Ґорейнджери / Himitsu Sentai Goranger» (秘密戦隊ゴレンジャー, 1975) — група з п'яти агентів урядової оборонної організації «EAGLE», оснащені фантастичними пристроями і костюмами, протистоять монстрам лиходія Чорного Хреста.
Початковий сюжет передбачав суміш кримінального трилера, драми, фантастики і жахів, де команда суперагентів протистояла злочинцям та монстрам. Але, як і випадку з «Їздцем в Масці», початкова концепція була пом'якшена з метою привернути дитячу аудиторію. Серіал стартував на японському телебаченні 5 квітня 1975-го року. «Goranger» майже миттєво зайняв верхні рядки телевізійних рейтингів. Маючи 84 епізоди, він був найдовшим сезоном в серіалі.
«Блискавичний загін J.A.K.Q. / J.A.K.Q. Dengekitai» (ジャッカー電撃隊, 1977) — четверо кіборгів у бойових костюмах, які символізують собою чотири масті карт і різні енергії природи (магнітну, атомну, електричну, гравітаційну), борються з угрупуванням злочинців і кіборгів «Крім».
«JAKQ» не отримав такого успіху, як «Goranger», і після випуску 35-и епізодів був закритий. 1978-го вийшов фільм «Goranger VS JAKQ», в якому герої двох серіалів були зведені разом. Ісіноморі, разачарований Рейнджерами, повернувся до свого серіалу «Kamen Rider», зайнявшись в 1979-му році зйомками нового сезону про Їздця в Масці.

### Співпраця з Marvel
В 1978-му році компанія Toei вирішила продовжити проєкт, натхненна успіхом «Goranger». Для допомоги у розвитку своєї франшизи Toei ще в запросила до співпраці американську компанію Marvel, відому в США коміксами та мультсеріалами про супергероїв, такими як «Людина-павук», «Люди X», «Капітан Америка» та інші.
Наприкінці 70-х років Marvel шукали можливості популяризувати своїх героїв в Азії, тому Marvel погодилися на співпрацю з японцями. Першим досвідом спільної творчості двох компаній став японський варіант історії про Людину-павука — серіал «Spider-Man» (1978—1979). У підсумку саме Marvel наприкінці 1978-го року було залучено до роботи над третім сезоном заснованого циклу японських серіалів про Рейнджерів.
«Бойовий жар J / Battle Fever J» (バトルフィーバーJ, 1979) — п'ять супергероїв з різних країн (Японії, США, Франції, Кенії й Росії) об'єднуються для боротьби з організацією «Егос» і її монстрами, що загрожують всьому світу.
В основі сюжету лежали значно перероблені комікси компанії Marvel про Капітана Америку. В «Battle Fever J» вперше з'явилися елементи, що пізніше стали традиційними. Це зокрема велетенський робот, керуючи яким герої перемагають велетенських чудовиськ. Крім того, це був перший сезон, де з особистої зброї членів команди формувалася «командна», особливо потужна зброя, якою керували одночасно всі Рейнджери. Toei оголосила «Battle Fever J» першим сезоном серіалу про Рейнджерів, який отримав назву «Super Sentai Show». «Goranger» і JAKQ, початково не включалися до нього та вважалися окремими серіалами, хоча і зі схожою концепцією. Тому всі сезони після «Battle Fever J» вважалися другим, третім і т. д., а не четвертим, п'ятим і т. д., як прийнято вважати зараз. Тільки в 1994-му році «Goranger» і «JAKQ» були названі двома першими сезонами серіалу «Super Sentai Show» і нумерація сезонів набула сучасного вигляду.
«Електрозагін „Дендзімен“ / Denshi Sentai Denziman» (電子戦隊デンジマン, 1980) — кілька людей отримують сили від високорозвиненої раси Дендзі, котра 3000 років тому втекла на іншу планету від злого Клану Вадер, щоб протистояти поверненню лиходіїв.
У цьому сезоні Toei за допомогою Marvel розробили характерні риси серіалу, такі як трансформованого Робо, закриті шоломи героїв і їхні костюми з синтетики. Також команда вперше стала офіційно іменувати себе «Сентай» («загін» або «спецсили»). До моменту відмови Marvel від подальшої співпраці з Toei отримали досвід у виробництві нових сезонів «Сентаю». Цей серіал головним проєктом Toei після того, як на початку 80-х років «Kamen Rider» було перервано, а інтерес до «Metal Hero» став згасати. Після «Denziman» послідувала низка досить однотипних сезонів, що згодом змусило творців шукати нові ідеї.

### «Класичний» Сентай
«Сонячний загін „Сонячний вулкан“ / Taiyo Sentai Sun Vulcan» (太陽戦隊サンバルカン, 1981) — сезон продовжує «Denziman», троє бійців обираються стати командою «Сонячний вулкан» аби захистити Землю від вторгнення іншопланетної імперії машин Чорної Магми. В образах героїв чітко простежувався мотив землі, води та повітря, що пізніше часто використовувалося як традиційні стихійні сили Рейнджерів.
«Величний загін „Goggle V“ / Dai Sentai Goggle V» (大戦隊ゴーグルファイブ, 1982) — таємна організація Темної Науки, Імперія Дездарк, здавна маніпулює розвитком цивілізацій, щоб призвести їх до загибелі. В наш час створюється Лабораторія Науки Майбутнього задля того, щоб побороти Дездарк і створити світле майбутнє.
«Науковий загін „Динамени“ / Kagaku Sentai Dynaman» (科学戦隊ダイナマン, 1983) — з глибин Землі вибирається зла імперія Джашінка. Доктор Юмено створює в своїй лабораторії фантастичну техніку та обирає героїв, щоб захистити світ. В цьому сезоні костюми героїв вперше було зроблено зі спандексу.
«Суперелектронні „Біомени“ / Choudenshi Bioman» (超電子バイオマン, 1984) — андроїд Пібо, що прибув у давнину на Землю, наділив кількох людей Біоенергією. В наш час він знаходить нащадків цих осіб аби захистити Землю від завоювання Новою імперією.
«Блискавичний загін „Чейнджмени“ / Dengeki Sentai Changeman» (電撃戦隊チェンジマン, 1985) — батальйон бійців з Сил захисту Землі, мотивами яких є істоти європейської міфології, обираються протистояти вторгненню іншопланетян з Великої зоряної ліги Ґозма.
«Наднові „Флешмени“ / Choushinsei Flashman» (超新星フラッシュマン, 1986) — п'ятьох дітей викрадають для експериментів іншопланетяни Чужі Мисливці, але їх рятує добра цивілізація Спалах і готує з них хоробрих захисників справедливості. Ставши дорослими, вони повертаються на Землю захистити її від нападу прибульців.
«Світловий загін „Маскмени“ / Hikari Sentai Maskman» (光戦隊マスクマン, 1987) — під Японією виявляється імперія Тюб, яка хоче вирватися на поверхню і завоювати світ. Для протистояння їй обираються майстри бойових мистецтв, які володіють містичною енергією.
У цьому сезоні відбулися зміни стандартів серіалу, такі як Робо, складений з п'яти автономних частин, порушення обов'язкового принципу про команду з трьох або п'яти членів.
«Загін суперзвірів „Лайвмени“ / Choujuu Sentai Liveman» (超獣戦隊ライブマン, 1988) — троє випускників спеціальної академії протистоять злій організації Вольт і колишнім товаришам, які примкнули до її рядів.
Тут вперше з 1981-го року команда стартувала з трьох осіб, а їхні образи були засновані на тваринах. В другій половині сезону було введено ще двох додаткових Рейнджерів, а Синій Рейнджер вперше був жінкою. Сценарії багатьох епізодів другої половини сезону були взяті з фанатських листів, а сам сюжет тепер значно концентрувався на взаєминах Рейнджерів і антагоністів, багато з яких раніше були їхніми друзями.
«Швидкісний загін „Турборейнджери“ / Kousoku Sentai Turboranger» (高速戦隊ターボレンジャー, 1989) — в давнину народ фей захищав людей від злих Племен Бома. В наш час, через забруднення довкілля, їхня сила ослабла і Бома тікають із заточення. Група школярів, поєднуючи силу фей і сучасні технології, беруться захистити світ від лиходіїв.
Цей сезон повернувся до схем середини 80-х років, але спробував осучаснити їх. Всі Рейнджери тут були старшокласниками, а провідною темою стали автомобілі. У назві вперше з часів першого сезону використовувалася приставка «-ranger», а не «-man».
«Загін Землі „Файвмени“ / Chikyuu Sentai Fiveman» (地球戦隊ファイブマン, 1990) — п'ятеро дітей, врятованих від нападу іншопланетян, в наш час стали шкільними вчителями. Тепер ті ж прибульці, Імперія Зона, готують напад на Землю і п'ятеро героїв стають на захист планети.
Сезон мав своїм мотивом бойові мистецтва, Рейнджери вперше були родичами. Після закінчення цього, 14-го сезону, головний сценарист серіалу Хіросі Сода покинув «Сентай», але його виробництво продовжилося.
«Загін птахолюдей „Джетмени“ / Chōjin Sentai Jetman» (鳥人戦隊ジェットマン, 1991) — охоронці миру на Землі, Небесні Сили, стають учасниками експерименту, що наділяє їх надлюдськими силами. В цей час на Землю нападають завойовники з інших вимірів, Вірам, і герої мусять об'єднатися для протистояння їм.
Сезон мав більш жорсткий, ніж зазвичай, сюжет. Тематикою були обрані птахи, а сили героїв походили від енергії, яка окрім іншого дозволяла літати. Напружене протистояння Рейнджерів і ворогів, одних ворогів з іншими, і навіть одних Рейнджерів з іншими, так само як наявність безлічі драматичних сцен, складних характерів, і смерті Чорного Рейнджера в фіналі сезону, повернули серіалу високі рейтинги. Сезон мав епілог у вигляді манґи, де був введений ще один член команди — Зелений Орел.
«Загін динозаврів „Зюрейнджери“ / Kyōryū Sentai Zyuranger» (恐竜戦隊ジュウレンジャー, 1992) — в давнину могутні племена запечатали відьму Бандору на планеті Немезида. В наш час планета опиняється на орбіті Землі і астронавти випадково звільняють відьму. П'ятеро стародавніх воїнів пробуджуються, щоб завадити Бандорі завоювати світ.
Сезон був орієнтований на більш дитячу аудиторію, ніж «Jetman». Історії сезону були наповнені напівказковими сюжетами і переосмисленням відомих західних казок і міфічних персонажів, а також мали багато дитячих персонажів. Цей сезон заклав основу майже всіх сезонах 90-х років. Починаючи з «Zyuranger», кожен сезон стабільно носив приставку «-ranger», замість «-man», як у 80-і. Крім того, число різних роботів, додаткових мехів і їхніх комбінацій стало поступово зростати. Якщо в 80-ті роки «Сентай» задовольнявся одним роботом, а починаючи з 1986-го року — двома або трьома формами, то тепер їх було рідко менше 5-6.
Також в 90-ті роки стали більш об'ємними прологи сезонів. Якщо раніше подання героїв, ворогів, їхніх роботів, займали 1-2 епізоди, то тепер розширилися до 4-8 епізодів. Після прологу слідував ряд подібних епізодів для детальнішого ознайомлення з характерами героїв. Близько 15-20-го епізоду зазвичай з'являлися нові герої або роботи. Потім знову слідував ряд однотипних епізодів, і близько 28-35 епізодів представлялися нові роботи та вороги, схиляючи дію до фіналу.
«Zyuranger» став першим сезоном «Сентаю», який американська компанія Saban адаптувала в сезон свого серіалу — «Power Rangers» (Могутні Рейнджери). Тепер кожен наступний сезон «Сентаю» цілком чи на рівні окремих епізодів, костюмів, адаптувався в США як «Могутні Рейнджери».
"Загін п'яти зірок «Дайрейнджери» / «Gosei Sentai Dairanger» (五星戦隊ダイレンジャー, 1993) — у минулому три племені цивілізації Даос воювали між собою. Тепер плем'я Ґорма повертається, щоб правити світом, і нащадки двох інших пробуджують у собі магічну силу, покликану побороти лиходіїв.
Цей сезон затвердив положення, що кожен наступний сезон «Сентаю» повинен мати інший настрій, структуру сюжету і стилістику, ніж попередній — так творці прагнули уникнути стилістичного застою, який стався у 80-ті роки. Крім того, в 90-ті роки смаки глядачів стали змінюватися набагато швидше, ніж раніше, і щоб догодити їм, доводилося адаптуватися. Якщо в 80-ті роки сезони часто відрізнялися хіба тільки зовнішнім антуражем, то тепер різниця між ними стала більш помітною. Для досягнення такого ефекту кожен новий сезон зазвичай доручався новій команді режисерів і сценаристів, або, принаймні, її склад повинен був сильно змінюватися щороку.
«Загін ніндзя „Какурейнджери“ / Ninja Sentai Kakuranger» (忍者戦隊カクレンジャー, 1994) — 400 років тому ніндзя боролися з чудовиськами йокаями та зуміли заточити їх. В наш час останній вцілілий йокай звільняє інших монстрів і нащадки ніндзя стають воїнами, що захистять людей з допомогою секретів предків.
«Суперсиловий загін „Орейнджери“ / Chouriki Sentai Ohranger» (超力戦隊オーレンジャー, 1995) — в 1999 році на Землю нападає імперія космічних роботів Баранойя з метою встановити владу машин. Проте на Землі знайдено плити, в яких міститься енергія зниклої цивілізації Пангея. Головний радник Міюра обирає п'ятьох найкращих пілотів і наділяє їх силою перетворюватися на Орейнджерів.
«Гоночний загін „Каррейнджери“ / Gekisou Sentai Carranger» (激走戦隊カーレンジャー, 1996) — прибулець з космосу тікає на Землю від Племені Боузок, що сіє по Всесвіту хаос. Коли лиходії наближаються до Землі, він наділяє п'ятьох осіб «машинною магією», щоб завадити планам Боузок.
Центром сезону стали жарти, самопародія, іронія і гумор. Він містив багато несерйозних елементів, починаючи з того, що головні герої представляли із себе групу невдах, що стали супергероями майже випадково. Вони билися з комічними прибульцями, чиєю головною метою було порушення правил дорожнього руху. Майже всі герої, включаючи негативних, несли в собі іронію і пародію на «класичних» суперсентайних лиходіїв і героїв. Настільки незвичайний і сміливий задум сезону, однак, виправдався, і Каррейнджери врятували рейтинги «Сентаю», знову піднявши їх вгору. Сезон також затвердив у «Сентаї» новий вигляд Червоного Рейнджера. Якщо переважна більшість Червоних Рейнджерів до цього володіли яскравими лідерськими якостями, сильною харизмою і потужною волею, то тепер Червоний Рейнджер помолодшав, став дуже емоційним і гарячим, тепер він перемагав не волею, розумом і харизмою, а упертістю, вірою, і ентузіазмом.
«Електромагнітний загін „Мегарейнджери“ / Denji Sentai Megaranger» (電磁戦隊メガレンジャー, 1997) — коли на Землю вторгаються прибульці з Викривленого простору, доктор Кубота з допомогою відеогри обирає п'ятьох здібних школярів стати захисниками планети та випробувати секретні винаходи, розроблені саме на такий випадок.
Сезон спробував омолодити команду, зробивши всіх основних Рейнджерів школярами, і ввівши як основну тему новомодні комп'ютери, Інтернет та електронні гаджети на зразок стільникових телефонів і цифрових фотоапаратів, які саме з'явилися на ринку Японії.
«Ескадрон зоряних звірів „Ґінґамени“ / Seijuu Sentai Gingaman» (星獣戦隊ギンガマン, 1998) — в давнину воїни відбили напад на Землю космічних піратів Балбанів з допомогою магічної енергії планети. Нащадки героїв давнини повинні стати на захист світу знову, коли пірати повертаються.
«Рятувальний загін „GoGo-V“ / Kyukyu Sentai GoGo-V» (救急戦隊ゴーゴーファイブ, 1999) — щоб завадити пробудженю злої Грандіени та її дітей, професор Тацумі створив Систему порятунку. Коли лиходії повертаються, Система стає в пригоді, служачи групі героїв.
«Загін майбутнього „Таймрейнджери“ / Mirai Sentai Timeranger» (未来戦隊タイムレンジャー, 2000) — з 3000 року в минуле тікає злочинець Дон Долнеро і його банда, щоб змінити історію. Слідом вирушають бійці Департаменту Захисту Часу та об'єднуються з жителем инулого Тацуєю Асамі, необхідним для виконання їх місії.
Сезон експлуатував «класичну» форму сезону 90-х — пятичленная команда, потім доповнена додатковим Рейнджером, поступова поява в сезоні нових роботів і інших персонажів. Новинка цього разу крилася в сюжеті про подрожі в часі, пізніше Таймрейнджери зіткнулися не тільки з мутантами і злочинцями з майбутнього, але і з Тайм Полум'ям (додатковим Рейнджером сезону) і махінаціями з часом свого керівництва. Вперше на стороні Рейнджерів билися рядові піхотинці, а Тайм Полум'я мав червоний колір костюма, як і Червоний Рейнджер. Також лідером загону спочатку був не Червоний, а Рожевий Рейнджер. Завдяки цьому всьому Таймрейнджери стали новим популярним сезоном.
«Загін тисячі звірів „Ґаорейнджери“ / Hyakujuu Sentai Gaoranger» (百獣戦隊ガオレンジャー, 2001) — в минулому люди воювали з демонами орґами і перемогли завдяки допомозі тотемних тварин. Тепер, через забруднення, орґи повертаються і тотемні тварини обирають групу героїв, що захистить світ знову.
«Сентай» підійшов до позначки в 25 років свого існування і цей сезон був ювілейним, 25-м. Він знову воскресив ідею Рейнджерів-звірів. Був присутній уже традиційний шостий Рейнджер (Гао Срібний) зі складною історією. Головною особливістю сезону стало велике число «звіриних» мехів і роботів (всього понад 20 комбінацій роботів), виконаних у відмінній для 2001-го року графіці.

### «Новий» Сентай
«Загін ніндзя вітру „Харрікейнджери“ / Ninpu Sentai Hurricaneger» (忍風戦隊ハリケンジャー, 2002) — троє студентів секретної академії ніндзя волею долі стають володарями магічних сил для битви з угрупованням злих монстрів і ніндзя з космосу Джаканджа.
Сезон позначив початок нового, третього періоду «Сентаю», умовно званого «Новий „Суперсентай“». Повторно використовувалася тема ніндзя, вперше застосована в «Kakuranger» (1994). Відтоді «Сентай» вдався до колишніх тим сезонів. У процесі сезону до команди з трьох героїв приєдналися ще два Рейнджера, які досить довго утворювали свою міні-команду Гоурайджерів, яка діяла осторонь, і мала нестандартні кольори (вишневий і темно-синій). Ще пізніше з'явився шостий Рейнджер — Сюрікенджер (зелений), який взагалі не мав людської подоби (при черговій появі він маскувався під нову людину) і мав два режими свого костюма. У підсумку Сюрікенджер став одним з найпопулярніших додаткових Рейнджерів в історії Сентаю.
На початку 2000-х років в серіалі виникли явища, які багатьма фанатами стали сприйматися негативно. Через комерціалізацію «Сентай» став залежнішим від рейтингів продажів іграшок «Bandai». В американського аналога «Сентаю» — «Могутніх рейнджерів», ситуація була аналогічною. Значною мірою знизився вік акторів. Якщо в 80-ті роки він зазвичай становив 25-27 років, то тепер рідко перевищував 20-21 рік, а середній поріг був 18-19 років. Чимало знімалося і неповнолітніх (16-17 років). Критикованим явищем стало засилля спецефектів на противагу загальній якості сезонів. Комерціалізація вплинула і на структуру епізодів. Часом сюжети епізодів спрощувалася, а рушієм сюжету ставали отримання нового меха чи зброї. Стало менше ставитися моральних та етичних проблем. Рейнджери практично перестали битися з солдатами лиходіїв у своєму людському вигляді. Причина полягала в тому, що нові молоді актори рідко володіли для цього потрібними фізичними даними. Крім того, «Сентай» продовжував використання при боях вирослих монстрів і Робо не тільки комп'ютерні моделі, а й людей в костюмах роботів і монстрів, які билися серед моделей міста. Все більше лунало критики фанатів на адресу цього застарілого з технічної точки зору моменту. З іншого боку, ряд фанатів вважав його відмінною особливістю серіалу.
У 2002-му році у серіалу з'явився свій офіційний логотип, до цього сезони формально не об'єднували під єдиним логотипом.
«Загін палахкучих драконів „Абарейнджери“ / Bakuryū Sentai Abaranger» (爆竜戦隊アバレンジャー, 2003) — з паралельного світу, де динозаври вціліли, прибувають тамтешні люди, котрі борються проти іншопланетних нападників Еваліенів. Слідом проникають іншопланетяни й динозаври, але троє жителів Токіо приборкують рептилій, отримавши від них силу перетворюватися на Абарейнджерів.
«Загін спецполіції „Декарейнджери“ / Tokusō Sentai Dekaranger» (特捜戦隊デカレンジャー, 2004) — в майбутньому на Землі діє поліція, що протистоїть іншопланетним злочинцям. Один загін захищає місто Мегалополіс, де все частіше стаються злочини, здійснені прибульцями.
Сезон мав унікальну для свого часу рису — він фактично не мав стандартного для «Сентаю» угруповання ворогів, що посилають «тижневих» монстрів у місто. Головний лиходій сезону, галактичний злочинець Агент Абрера діяв без помічників, з'являвся епізодично, і тільки під кінець сезону. Крім того, «Dekaranger» не мав також наскрізного сюжету, його дія являла собою низку локальних історій з життя поліцейських. У сюжетах епізодів масово були присутні елементи з майже всіх відомих детективних і поліцейських стрічок. Наставником команди був інопланетний Командор Доггі Крюгер, людиноподібний пес, який також був одним з додаткових Рейнджерів. Цей елемент (наставник не людина і до того ж додатковий Рейнджер) з'явився вперше в серіалі.
«Магічний загін „Магірейнджери“ / Mahou Sentai Magiranger» (魔法戦隊マジレンジャー, 2005) — п'ятеро дітей (три брати і дві сестри) сім'ї чарівників Озу, які раніше отримали від своєї матері магічні сили, протистоять темним магам з підземної країни Інферсії, при цьому шукаючи зниклих батьків.
Сезон, особливо його друга половина, був наповнений емоційними історіями про вірність родині, своїм родичам, своєму слову і почуттю обов'язку, а також прояву хоробрості. Рейнджери вперше самі перетворювалися на свої мехи, Маджіни, і потім складали з них Робо. Також в сезоні вже традиційно було більше одного додаткового Рейнджера — окрім шостого (Маджі Шайн), в сезоні епіодично діяли ще двоє Рейнджерів і більшу частину сезону на ворогів працював Урузард, який близько підходив під визначення Рейнджера.
«Гуркотливий загін „Бокурейнджери“ / GoGo Sentai Boukenger» (轟轟戦隊ボウケンジャー, 2006) — по світу почанають проявлятися могутні реліквії, на які полюють різноманітні лиходії. Спеціальний фонд береться захистити ці скарби та не дати використати їх на шкоду людству.
Це був перший сезон, який транслювався на цифровому телебаченні і з використанням широкоформатного зображення 16:10. Крім того, тут яскраво проявилися деякі риси коммерцизації «Сентаю», наприклад, всі жіночі ролі в цьому сезоні виконувалися поп- і модель-ідолами різних напрямків.
«Чільний дикий загін „Гекірейнджери“ / Juken Sentai Gekiranger» (獣拳戦隊ゲキレンジャー, 2007) — в давнину в Китаї було винайдено бойове мистецтво «Кулак звіра», але серед його спослідовників стався розкол. Частина використовувала магічну силу тварин для самовдосконалення, інша — для панування над світом. У наш час протистояння продовжується після зради учня Ріо. Майстер Ша-фу готує двох бійців аби ті завадили Ріо завоювати планету.
«Моторний загін „Ґоу-онджери“ / Engine Sentai Go-Onger» (炎神戦隊ゴーオンジャー, 2008) — група Ґоу-онджерів, які використовують «машинну» силу Енджинів, розумних автомобілів з Машинного Світу, борються з організацією роботів Гайярк, що прагне забруднити Землю.
Цей сезон повернувся до гумористичного настрою, який досягався насамперед несерйозним виглядом монстрів (наприклад, монстр у вигляді душу з очима). Також в сезоні майже не було трагічних моментів. «Тижневі» плани ворогів нагадували плани таких же ворогів початку 80-х з їх несерйозними і часом абсурдними задумами (переконати людей ніколи не викидати сміття, або помістити всіх людей у світ з гарячими лазнями тощо).
«Загін самураїв „Шінкейнджери“ / Samurai Sentai Shinkenger» (侍戦隊シンケンジャー, 2009) — здавна клан самураїв захищав Японію від монстрів Ґедошу. Тепер Ґедошу повертаються і лідер клану Такеру Шіба збирає нових воїнів для протистояння злим силам.
«Загін небесних воїнів „Ґосейджери“ / Tensou Sentai Goseiger» (天装戦隊ゴセイジャー, 2010) — янголи Ґосеї захищають Землю від зла. Коли прибульці Варстари нападають на їхнє царство, Земля лишається беззахисною, проте п'ятеро янголів спускаються на неї, щоб оборонити від Варстарів.
«Загін піратів „Гокайджери“ / Kaizoku Sentai Gokaiger» (海賊戦隊ゴーカイジャー, 2011) — всі Рейнджери об'єдналися для боротьби з космічною імперією Занґіак і відбили напад, але в результаті гублять свою силу. Космічні пірати Гокайджери знаходять ці сили та вчаться перетворюватись на колишніх героїв. У пошуках «найбільшого скарбу в галактиці» вони прибувають на Землю. Впродовж сезону пірати борються з планами імперії довершити почате завоювання, паралельно шукаючи спосіб повернути іншим Рейнджерам втрачені сили.
«Загін спеціальних операцій „Ґоу-бастери“ / Tokumei Sentai Go-Busters» (特命戦隊ゴーバスターズ, 2012) — людство процвітає завдяки викорстанню елемента енетрона, але його намагаються викрасти прибульці з інших вимірів Веґлеси. Для захисту світу створюється елітний загін, оснащений фантастичними технологіями.
Сезон повернувся до більш серйозного настрою і отримав заплутаний сюжет. Костюми Рейнджерів, їх зброя і особливо мехи отримали реалістичний дизайн. Самі костюми складалися, окрім класичного спандексу, з металічних частин. З цим фактом пов'язаний і кроссовер з героями «Metal Hero» — франшизи, яка припинила існування ще в 90-і. До команди також входили, хоч і не будучи Рейнджерами, роботи-помічники Бадділоїди. Сезон мав і частку гумору, наприклад, Червоний Рейнджер панічно боявся курей. В «Go-Buster» ворожі бойові машини називалися Мегазордами, як в «Могутніх Рейнджерах» навпаки, дружні. Крім того хеншін супроводжувався фразою звідти ж: «It's morphing time!».
«Загін динозвірів „Керюрейнджери“ / Zyuden Sentai Kyoryuger» (獣電戦隊キョウリュウジャー, 2013) — в часи динозаврів на Землю напав лиходій Дебоз, проте кілька останніх динозаврів запечатали його з армією в льодах. Тепер армія повертається до життя і колишній прибічник Дебоза, Торін, збирає героїв, щоб ті з силою динозаврів завадили лиходієві пробудитися.
Цей сезон повернувся до «іграшкового» дизайну і напівабсурдної атмосфери. Тема сезону описувалася як «динозаври плюс карнавал». Тема динозаврів використовувалася вже втретє. Сюжет був рівномірно розподілений між епізодами, щоб не допустити появи «прохідних» епізодів. Наставник команди, Торін, вперше був колишнім лиходієм і знову не людиною (людиноподібний птах). Окрім цього одним з Рейнджерів нестандартного кольору (Ціановий Рейнджер) був персонаж-вікінг, якого грав канадець Роберт Балдвін. Лиходії черпали силу з людських емоцій, причому часто позитивних. Так, були монстри, які виконували бажання, готували солодощі чи влаштовували пошуки скарбів, щоправда, потім їхні «добрі справи» оберталися своєю зворотньою стороною. Хеншін в цьому сезоні виявився чи не найскладнішим за всю історію — перетворення вимагало використання спеціальних батарейок і виконання короткого танцю.
«Залізничний загін „Ток'юджери“/ Ressha Sentai ToQger» (烈車戦隊トッキュウジャー, 2014) — група молодих людей подорожує Японією на Райдужному Потязі, намагаючись розгадати таємниці свого минулого. Вони виявляють Темну Лінію — містичну організацію, котра захоплює залізничні станції та звідти поширює своє панування, та виявляються єдиними, хто маже захистити світ від неї.
Сезон отримав тематику, якої ще не було в «Сентаї» — потяги. Рейнджери отримали можливість обмінюватися своїми кольорами, передаючи один одному сили. Цей сезон відійшов від штампу, що монстри нападають завжди на те саме місто. Вони, як і Рейнджери, подорожували залізницею від станції до станції. В одному з епізодів відбувся кроссовер з героями «Kamen Rider Gaim», коли Рейнджери прибули у місто Заваме з того сезону «Їздця в Масці».
«Загін сюрикенів „Ніннінджери“ / Shuriken Sentai Ninninger» (手裏剣戦隊ニンニンジャー, 2015) — після смерті останнього ніндзя в наш світ прориваються йокаї, протистояти їм виявляються здатні тільки учні доджьо нінджюцу, що володіють технологіями і магією ніндзя.
«Тваринний загін „Зюоджери“ / Doubutsu Sentai Zyuohger» (動物戦隊ジュウオウジャー, 2016) — юнак Ямато Кізакірі відкриває з допомогою магічного артефакта існування прихованої країни Зюленду та її жителів — звіролюдей Зюменів. Четверо Зюменів випадково потрапляють у світ людей саме тоді, коли її атакують чужопланетяни Дезґаліени. Ті займаються «кривавою грою», в якій Земля має стати сотою знищеною ними планетою. Зюмени мусять захистити планету і знайти спосіб повернутися додому.
«Космічний загін „К'юрейнджери“ / Uchu Sentai Kyuranger» (宇宙戦隊キュウレンジャー, 2017) — космічний мандрівник Лакі, якому постійно щастить, натрапляє на команду К'юрейнджерів. Вони є повстанцями проти Сьоґунату Темної Матерії, що жорстоко править Всесвітом і крім іншого захопив Землю. За пророцтвом, сузір'я оберуть дев'ятьох героїв для відновлення справедливості. Коли Лакі несподівано стає Червоним Рейнджером, у повстанців з'являється надія визволити Всесвіт від панування Сьоґунату.
«Загін примарних злодіїв „Люпенрейнджери“ проти Поліцейського загону „Патрейнджери“ / Kaitou Sentai Lupinranger vs. Keisatsu Sentai Patranger» (快盗戦隊ルパンレンジャーVS警察戦隊パトレンジャ, 2018) стартував 11 лютого 2018 і мав дві рівнозначні команди героїв, зосереджені на детективній тематиці. Люпенрейнджери виконані на тему благородних злодіїв, а Паторейнджери — поліції. Коли колекцію скарбів Арсена Люпена викрадає злочинна організація прибульців з іншого світу Ґанґлер, Люпенрейнджери та Паторейнджери беруться завадити її планам.
«Загін динолицарів „Рюсоулджери“ / Kishiryu Sentai Ryusoulger» (騎士竜戦隊リュウソウジャー, 2019) — 65 мільйонів років тому Землею правили цивілізації Рюсоул та Друїдон. У прагненні підкорити світ Друїдон розпочали війну, але падіння на планету астероїда змусило їх втекти з Землі, а воїни Рюсоула сховалися у віддаленому місці, очікуючи їх повернення. В наш час Друїдон повертається і на захист планети стає нове покоління лицарів Рюсоул, яким допомагає молодий відеоблогер Тацуї.
«Машинний загін „Кірамеджери“ / Mashin Sentai Kiramager» (魔進戦隊キラメイジャー, 2020) — з планети Кристалія, населеної розумними мінералами, на Землю прибуває принцеса Мабушіїна. Вона знаходить людей, гідних стати воїнами, що звільнять її планету від загарбників імперії Йодонгейм. До того ж наступною ціллю Йодонгейму є сама Земля.
«Загін світу машин „Зенкайджери“ / Kikai Sentai Zenkaiger» (機界戦隊ゼンカイジャー, 2021) — внаслідок дивного явища світ людей злився з паралельним світом Кікаїтопія, і жителі обох швидко налаштували мирне співіснування. Проте злі правителі Кікаїтопії, династія Тозітенд, прагнуть підкорити Землю. Молодий чоловік Каїто Ґошікіда успадковує силу всіх попередніх супергероїв і приєднується до групи інших борців, які стають на захист Мультивсесвіту. Разом з тим Каїто намагається розшукати своїх зниклих батьків і завадити Світовим піратам.
«Загін Ава-Таро „Дон-брати“ / Avataro Sentai Donbrothers» (暴太郎戦隊ドンブラザーズ, 2022) — продовження попереднього сезону. Чоловік на ім'я Джін Момоі знаходить у капсулі у формі персика дитину, яку він називає Таро та виховує як рідного сина. Минає 21 рік і з'являються монстри Хітоцукі, що запозичують сили в минулих команд Суперсентаю та вселяються в людей. Таро з іще чотирма героями стають командою Дон-братів, які борються проти Хітоцукі. Та проти монстрів б'ються також і Ното, невловимі й безжальні істоти з іншого виміру, що вбивають монстрів разом з їхніми носіями.
«Королівський загін „Кінґ-оджери“ / Ohsama Sentai King-Ohger» (王様戦隊キングオージャー, 2023) — перший сезон, що використовує тематику комах. Дія відбувається на планеті, де 2000 років тому п'ятеро королів перемогли Підземну імперію Баґнарак завдяки роботам Шоуґадам. У сьогоденні імперія повертається і король Ракл Гасті хоче завоювати інші королівства, щоб захистити світ. Але його брат Ґіра викрадає меч Ракла, щоб об'єднатися з іншими правителями та очолити команду супергероїв.
«Вибуховий загін „Бунбумґери“ / Bakuage Sentai Boonboomger» (爆上戦隊ブンブンジャー, 2024) — кур’єр на ім’я Тайя Хандо рятує дівчину Міру Шифуто від насильного шлюбу, коли на Землю починається вторгнення Хашіріян. Тоді виявляється, що Тайя належить до загону супергероїв Бунбумґерів і Міра вирішує приєднатися до них. Бунбумґерам доводиться поєднувати боротьбу проти Хашіріян з доставкою різних вантажів.

## Список сезонів та супутніх продуктів

### Сезони
1. Himitsu Sentai Gorenger (秘密戦隊ゴレンジャー Himitsu Sentai Gorenjā): 1975—1977
2. J.A.K.Q. Dengekitai (ジャッカー電撃隊 Jakkā Dengekitai): 1977
3. Battle Fever J (バトルフィーバーJ Batoru Fībā Jei): 1979
4. Denshi Sentai Denziman (電子戦隊デンジマン Denshi Sentai Denjiman): 1980
5. Taiyo Sentai Sun Vulcan (太陽戦隊サンバルカン Taiyō Sentai San Barukan): 1981
6. Dai Sentai Goggle-V (大戦隊ゴーグルファイブ Dai Sentai Gōguru Faibu): 1982
7. Kagaku Sentai Dynaman (科学戦隊ダイナマン Kagaku Sentai Dainaman): 1983
8. Choudenshi Bioman (超電子バイオマン Chōdenshi Baioman): 1984
9. Dengeki Sentai Changeman (電撃戦隊チェンジマン Dengeki Sentai Chenjiman): 1985
10. Choushinsei Flashman (超新星フラッシュマン Chōshinsei Furasshuman): 1986
11. Hikari Sentai Maskman (光戦隊マスクマン Hikari Sentai Masukuman): 1987
12. Choujuu Sentai Liveman (超獣戦隊ライブマン Chōjū Sentai Raibuman): 1988
13. Kousoku Sentai Turboranger (高速戦隊ターボレンジャー Kōsoku Sentai Tāborenjā): 1989
14. Chikyu Sentai Fiveman (地球戦隊ファイブマン Chikyū Sentai Faibuman): 1990
15. Chōjin Sentai Jetman (鳥人戦隊ジェットマン Chōjin Sentai Jettoman): 1991
16. Kyōryū Sentai Zyuranger (恐竜戦隊ジュウレンジャー Kyōryū Sentai Jūrenjā): 1992
17. Gosei Sentai Dairanger (五星戦隊ダイレンジャー Gosei Sentai Dairenjā): 1993
18. Ninja Sentai Kakuranger (忍者戦隊カクレンジャー Ninja Sentai Kakurenjā): 1994
19. Chōriki Sentai Ohranger (超力戦隊オーレンジャー Chōriki Sentai Ōrenjā): 1995
20. Gekisou Sentai Carranger (激走戦隊カーレンジャー Gekisō Sentai Kārenjā): 1996
21. Denji Sentai Megaranger (電磁戦隊メガレンジャー Denji Sentai Megarenjā): 1997
22. Seijuu Sentai Gingaman (星獣戦隊ギンガマン Seijū Sentai Gingaman): 1998
23. Kyuukyuu Sentai GoGoFive (救急戦隊ゴーゴーファイブ Kyūkyū Sentai GōGō Faibu): 1999
24. Mirai Sentai Timeranger (未来戦隊タイムレンジャー Mirai Sentai Taimurenjā): 2000
25. Hyakujuu Sentai Gaoranger (百獣戦隊ガオレンジャー Hyakujū Sentai Gaorenjā): 2001
26. Ninpuu Sentai Hurricaneger (忍風戦隊ハリケンジャー Ninpū Sentai Harikenjā): 2002
27. Bakuryū Sentai Abaranger (爆竜戦隊アバレンジャー Bakuryū Sentai Abarenjā): 2003
28. Tokusou Sentai Dekaranger (特捜戦隊デカレンジャー Tokusō Sentai Dekarenjā): 2004
29. Mahou Sentai Magiranger (魔法戦隊マジレンジャー Mahō Sentai Majirenjā): 2005
30. GoGo Sentai Boukenger (轟轟戦隊ボウケンジャー GōGō Sentai Bōkenjā): 2006
31. Juken Sentai Gekiranger (獣拳戦隊ゲキレンジャー Jūken Sentai Gekirenjā): 2007
32. Engine Sentai Go-onger (炎神戦隊ゴーオンジャー Enjin Sentai Gōonjā): 2008
33. Samurai Sentai Shinkenger (侍戦隊シンケンジャー Samurai Sentai Shinkenjā): 2009
34. Tensou Sentai Goseiger (天装戦隊ゴセイジャー Tensō Sentai Goseijā): 2010
35. Kaizoku Sentai Gokaiger (海賊戦隊ゴーカイジャー Kaizoku Sentai Gōkaijā): 2011
36. Tokumei Sentai Go-Busters (特命戦隊ゴーバスターズ Tokumei Sentai Gōbasutāzu): 2012
37. Zyuden Sentai Kyoryuger (獣電戦隊キョウリュウジャー Jūden Sentai Kyōryūjā): 2013
38. Ressha Sentai ToQger (烈車戦隊トッキュウジャー Ressha Sentai Tokkyūjā): 2014
39. Shuriken Sentai Ninninger (手裏剣戦隊ニンニンジャー Shuriken Sentai Ninninja): 2015
40. Doubutsu Sentai Zyuohger (動物戦隊ジュウオウジャー Dōbutsu Sentai Jūōjā): 2016
41. Uchu Sentai Kyuranger (宇宙戦隊キュウレンジャー Uchū Sentai Kyūrenjā): 2017
42. Kaitou Sentai Lupinranger vs. Keisatsu Sentai Patranger (快盗戦隊ルパンレンジャーVS警察戦隊パトレンジャ): 2018
43. Kishiryu Sentai Ryusoulger (騎士竜戦隊リュウソウジャー Kishiryū Sentai Ryūsōjā): 2019
44. Mashin Sentai Kiramager (魔進戦隊キラメイジャー, Mashin Sentai Kirameijā): 2020
45. Kikai Sentai Zenkaiger (機界戦隊ゼンカイジャー, Ki-kai Sentai Zenkaijā): 2021
46. Avataro Sentai Donbrothers (暴太郎戦隊ドンブラザーズ, Abatarō Sentai Donburazāzu): 2022
47. Ohsama Sentai King-Ohger (王様戦隊キングオージャー, Ō-sama Sentai Kingu-Ōjā): 2023
48. Bakuage Sentai Boonboomger (爆上戦隊ブンブンジャー, Bakuage Sentai Bunbunjā): 2024
49. No.1 Sentai Gozyuger (ナンバーワン戦隊ゴジュウジャー, Nanbāwan Sentai Gojūjã): 2025

### Фільми до сезонів
- 1975: Himitsu Sentai Gorenger
- 1975: Himitsu Sentai Gorenger: The Blue Fortress
- 1976: Himitsu Sentai Gorenger: The Red Death Match
- 1976: Himitsu Sentai Gorenger: The Bomb Hurricane
- 1976: Himitsu Sentai Gorenger: Fire Mountain's Final Explosion
- 1977: J.A.K.Q. Dengekitai
- 1978: J.A.K.Q. Dengekitai vs. Gorenger
- 1979: Battle Fever J
- 1980: Denshi Sentai Denziman
- 1981: Taiyo Sentai Sun Vulcan
- 1982: Dai Sentai Goggle-V
- 1983: Kagaku Sentai Dynaman
- 1984: Choudenshi Bioman
- 1985: Dengeki Sentai Changeman
- 1985: Dengeki Sentai Changeman: Shuttle Base! Crisis!
- 1986: Choushinsei Flashman
- 1987: Choushinsei Flashman: Big Rally! Titan Boy!!
- 1987: Hikari Sentai Maskman
- 1989: Kousoku Sentai Turboranger
- 1993: Gosei Sentai Dairanger
- 1994: Ninja Sentai Kakuranger
- 1994: Super Sentai World
- 1994: Toei Hero Daishugō
- 1995: Chōriki Sentai Ohranger
- 2001: Hyakujuu Sentai Gaoranger: The Fire Mountain Roars
- 2002: Ninpuu Sentai Hurricaneger: Shushutto The Movie
- 2003: Bakuryū Sentai Abaranger DELUXE: Abare Summer is Freezing Cold!
- 2004: Tokusou Sentai Dekaranger The Movie: Full Blast Action
- 2005: Mahou Sentai Magiranger The Movie: Bride of Infershia ~Maagi Magi Giruma Jinga~
- 2006: GoGo Sentai Boukenger The Movie: The Greatest Precious
- 2007: Juken Sentai Gekiranger: Nei-Nei! Hou-Hou! Hong Kong Decisive Battle
- 2008: Engine Sentai Go-onger: Boom Boom! Bang Bang! GekijōBang!!
- 2009: Engine Sentai Go-onger vs. Gekiranger
- 2009: Samurai Sentai Shinkenger the Movie: The Fateful War
- 2010: Samurai Sentai Shinkenger vs. Go-onger: GinmakuBang!!
- 2010: Tensou Sentai Goseiger: Epic on the Movie
- 2011: Tensou Sentai Goseiger vs. Shinkenger: Epic on Ginmaku
- 2011: Gokaiger Goseiger Super Sentai 199 Hero Great Battle
- 2011: Kaizoku Sentai Gokaiger the Movie: The Flying Ghost Ship
- 2012: Kaizoku Sentai Gokaiger vs. Space Sheriff Gavan: The Movie
- 2012: Kamen Rider × Super Sentai: Super Hero Taisen
- 2012: Tokumei Sentai Go-Busters the Movie: Protect the Tokyo Enetower!
- 2013: Tokumei Sentai Go-Busters vs. Kaizoku Sentai Gokaiger: The Movie
- 2013: Kamen Rider × Super Sentai × Space Sheriff: Super Hero Taisen Z
- 2013: Zyuden Sentai Kyoryuger: Gaburincho of Music
- 2014: Zyuden Sentai Kyoryuger vs. Go-Busters: The Great Dinosaur Battle! Farewell Our Eternal Friends
- 2014: Heisei Riders vs. Shōwa Riders: Kamen Rider Taisen feat. Super Sentai
- 2014: Ressha Sentai ToQger the Movie: Galaxy Line S.O.S.
- 2015: Ressha Sentai ToQger vs. Kyoryuger: The Movie
- 2015: Super Hero Taisen GP: Kamen Rider 3
- 2015: Shuriken Sentai Ninninger the Movie: The Dinosaur Lord's Splendid Ninja Scroll!
- 2016: Shuriken Sentai Ninninger vs. ToQger the Movie: Ninja in Wonderland
- 2016: Doubutsu Sentai Zyuohger the Movie: The Exciting Circus Panic!
- 2017: Doubutsu Sentai Zyuohger vs. Ninninger the Movie: Super Sentai's Message from the Future
- 2017: Kamen Rider × Super Sentai: Ultra Super Hero Taisen
- 2017: Uchu Sentai Kyuranger the Movie: Gase Indaver Strikes Back
- 2018: Kaitou Sentai Lupinranger VS Keisatsu Sentai Patranger en Film
- 2019: Kishiryu Sentai Ryusoulger the Movie: Time Slip! Dinosaur Panic
- 2020: Kishiryu Sentai Ryusoulger VS Lupinranger VS Patranger
- 2020: Mashin Sentai Kiramager: Episode Zero

### Релізи V-Cinema
- 1996: Chōriki Sentai Ohranger: Ohré vs. Kakuranger
- 1997: Gekisou Sentai Carranger vs. Ohranger
- 1998: Denji Sentai Megaranger vs. Carranger
- 1999: Seijuu Sentai Gingaman vs. Megaranger
- 1999: Kyuukyuu Sentai GoGoFive: Sudden Shock! A New Warrior!
- 2000: Kyuukyuu Sentai GoGoFive vs. Gingaman
- 2001: Mirai Sentai Timeranger vs. GoGoFive
- 2001: Hyakujuu Sentai Gaoranger vs. Super Sentai
- 2003: Ninpuu Sentai Hurricaneger vs. Gaoranger
- 2004: Bakuryū Sentai Abaranger vs. Hurricaneger
- 2005: Tokusou Sentai Dekaranger vs. Abaranger
- 2006: Mahou Sentai Magiranger vs. Dekaranger
- 2007: GoGo Sentai Boukenger vs. Super Sentai
- 2008: Juken Sentai Gekiranger vs. Boukenger
- 2010: Samurai Sentai Shinkenger Returns
- 2011: Tensou Sentai Goseiger Returns
- 2013: Tokumei Sentai Go-Busters Returns vs. Dōbutsu Sentai Go-Busters
- 2013: Ninpuu Sentai Hurricaneger: 10 Years After
- 2014: Zyuden Sentai Kyoryuger: 100 Years After
- 2015: Ressha Sentai ToQger Returns
- 2015: Tokusou Sentai Dekaranger: 10 Years After
- 2016: Shuriken Sentai Ninninger Returns
- 2017: Uchuu Keiji Gavan vs. Tokusou Sentai Dekaranger
- 2017: Uchu Sentai Kyuranger: Episode of Stinger
- 2018: Uchu Sentai Kyuranger vs. Space Squad
- 2018: Engine Sentai Go-Onger: 10 Years Grand Prix
- 2019: Lupinranger VS Patranger VS Kyuranger

### Спеціальні DVD
- 1992: Kyoryu Sentai Zyuranger Dino Video
- 1994: Ninja Sentai Kakuranger Super Video: The Hidden Scroll
- 1995: Chouriki Sentai Ohranger Member Notebook
- 1996: Gekisou Sentai Carranger Super Video
- 1997: Denji Sentai Megaranger Super Video: You Can Be One Too! A Mega Hero
- 1998: Seijuu Sentai Gingaman Super Video: The Secret Fruit of Wisdom
- 1999: KyuKyu Sentai GoGoFive: Five Lessons of Rescue Spirits
- 2000: Mirai Sentai Timeranger Super Video: All the Strongest Hero Secrets
- 2001: Hyakujuu Sentai Gaoranger Super Video: Showdown! Gaoranger vs. GaoSilver
- 2002: Ninpuu Sentai Hurricaneger Super Video: Super Ninja vs Super Kuroko
- 2003: Bakuryuu Sentai Abaranger Super Video: All Bakuryuu Roaring Laughter Battle
- 2004: Tokusou Sentai Dekaranger Super Video: Super-Special Technique Showdown! DekaRed vs. DekaBreak
- 2005: Mahou Sentai Magiranger Special DVD: Great Presentation! The Super Magic of the Gold Grip Phone ~Goru Gooru Goo Goo~
- 2007: Juken Sentai Gekiranger Special DVD: Gyun-Gyun! Fist Sage Great Athletic Meet
- 2008: Engine Sentai Go-Onger Special DVD: It's a Seminar! Everyone GO-ON!!
- 2009: Samurai Sentai Shinkenger Special DVD: The Light Samurai's Surprise Transformation
- 2010: Tensou Sentai Goseiger Special DVD: Gotcha☆Miracle! Total Gathering Collection
- 2011: Kaizoku Sentai Gokaiger Special DVD: Let's Do This Goldenly! Roughly! 36 Round Gokai Change!!
- 2012: Tokumei Sentai Go-Busters vs. Beet Buster vs. J
- 2013: Zyuden Sentai Kyoryuger: It's Here! Armed On Midsummer Festival!!
- 2014: Ressha Sentai ToQger: Farewell, Ticket! The Wasteland Super ToQ Battle!
- 2015: Shuriken Sentai Ninninger: AkaNinger vs. StarNinger Hundred Nin Battle!
- 2018: Kaitou Sentai Lupinranger VS Keisatsu Sentai Patranger: Girlfriends Army[15]

## Адаптації
Сезон «Сентаю» «Dynaman» (1983) послугував основою для переробки його на восьмисерійну пародійну комедію про супергероїв з такою ж назвою — «Dynaman», де фрагменти з японського оригіналу були переозвучені американцями в пародійному стилі.
Крім Японії серіал транслювався в Бразилії, Філіппінах, Малайзії та Південній Кореї. На Заході деякі сезони «Сентаю» транслювалися в Франції у 80-ті роки, де були вельми популярні.
Найвідоміша адаптація «Могутні Рейнджери» від Saban, яка виходить з 1993 по сьогодні.